# دانش باز
دانش باز به دانشی گفته می‌شود که بدون محدودیت‌های قانونی، اجتماعی یا فناوری، برای استفاده، استفادهٔ مجدد و بازنشر آزاد است. دانش باز مجموعه‌ای از اصول و متدولوژی‌های مرتبط با تولید و انتشار آثار دانشی به صورت باز است. تفسیر دانش به‌طور گسترده‌تر شامل داده، محتوا و اطلاعات عمومی نیز می‌شود.
مفهوم دانش باز در ارتباط با متن‌باز می‌باشد و تعریف دانش باز به‌طور مستقیم از تعریف متن‌باز مشتق شده‌است. دانش باز مجموعه‌ای شامل داده باز، محتوای باز و دسترسی باز آزاد با هدف تأکید روی اشتراکات این گروه‌های متفاوت است.

## تاریخچه
مشابه سایر مفاهیم «باز» از جمله دادهٔ باز و محتوای باز، گرچه این اصطلاح جدید است، مفهومش قدیمیست. برای مثال، یکی از متون چاپی که رکوردش را داریم کپی الماس بودایی است که حدود ۸۶۸ بعد از میلاد در چین تولید شده و در داخل الماس می‌شود این عبارت را یافت: «برای توزیع جهانی آزاد».

## سازمان‌ها و فعالیت‌هایی که دانش باز را ترویج می‌کنند
- اتحاد برای دسترسی مالیات‌دهندگان (ATA)
- ممکن ساختن بورس تحصیلی باز (EOS)
- بنیاد دانش باز
  - تعریف دانش باز
- داده‌های جغرافیایی بازمتن
- اوپن‌استریت‌مپ
- ائتلاف انتشارات دانشمندانه و منابع دانشگاهی (SPARC)
- اشتراکات علمی
- گروه تالیس